# Rapa, Ba Lan
Rapa [ˈrapa] (tiếng Đức: Angerapp, từ 1938-45 Kleinangerapp) là một ngôi làng thuộc khu hành chính của Gmina Banie Mazurskie, thuộc quận Gołdap, Warmian-Masurian Voivodeship, ở phía bắc Ba Lan, gần biên giới với tỉnh Kaliningrad của Nga. Nó nằm khoảng 9 kilômét (6 mi) phía bắc Banie Mazurskie, 20 km (12 mi) về phía tây của Gołdap và 116 km (72 mi) về phía đông bắc của thủ đô khu vực Olsztyn.
Ngôi làng tồn tại vào đầu thế kỷ XVII. Năm 1750, chủ sở hữu Jacob John Hoffmann đã xây dựng một cung điện, được chụp vào năm 1793 bởi Johann Friedrich Wilhelm von Fahrenheid. Trước năm 1945, khu vực này là một phần của Đức (Đông Phổ).

## Lăng Fahrenheid
Năm 1811, một lăng mộ được xây dựng ở Rapa cho gia đình Fahrenheid, được thiết kế bởi nhà điêu khắc Bertel Thorvaldsen. Tòa nhà có hình dạng như một kim tự tháp với chiều cao 15,9 mét (52 ft) và được lấy cảm hứng lỏng lẻo từ kiến trúc của Ai Cập cổ đại. Các thành viên gia đình chôn cất ở đó đã ướp xác. Năm 1945, lăng mộ bị tàn phá nặng nề bởi binh lính Hồng quân.